# باريس برونر
باريس برونر هو لاعب كرة قدم ألماني في مركز الهجوم، ولد في 15 فبراير 2006.

## وصلات خارجية
- باريس برونر على موقع الاتحاد الأوربي (الإنجليزية)
- باريس برونر على موقع قاعدة بيانات كرة القدم.إي يو (الإنجليزية)
- باريس برونر على موقع ليكيب (الفرنسية)
- باريس برونر على موقع Soccerway.com (الإنجليزية)
- باريس برونر على موقع عالم كرة القدم.نت (الإنجليزية)